# Torremolinos 73
Torremolinos 73 és una pel·lícula de coproducció hispano-danesa de 2003 escrita i dirigida per Pablo Berger i interpretada per Javier Cámara i Candela Peña. Es va estrenar als cinemes espanyols l'abril de 2003. A Mèxic va ser distribuïda sota el títol 'Por no quedar pobre'.

## Argument
Alfredo és un venedor d'enciclopèdies que veu com el seu treball s'ensorra per culpa de la irrupció dels col·leccionables. Don Carlos (Juan Diego), director de la Producciones Montoya i cap d'Alfredo, els proposa a ell i la seva dona, Carmen (Candela Peña) gravar pel·lícules eròtico-educatives en súper 8 per a la seva venda a Escandinàvia. Per a això, Alfredo rep unes classes de direcció de cinema per part d'un suposat ajudant d'Ingmar Bergman.
Mentre Alfredo s'aficiona al cinema de Bergman, Carmen, que desitja tenir un fill, es converteix en una estrella del porno a Escandinàvia, sense ni tan sols saber-ho. Després de conèixer la fama de les seves pel·lícules al nord d'Europa, Alfredo decideix escriure i gravar la seva pròpia pel·lícula: Torremolinos 73, per la qual cosa es desplacen a la ciutat malaguenya de Torremolinos on Dennis (Thomas Bo Larsen) i la mateixa Carmen protagonitzen la pel·lícula.

## Repartiment
- Javier Cámara (Alfredo López)
- Candela Peña (Carmen García)
- Juan Diego (Don Carlos)
- Fernando Tejero (Juan Luis)
- Mads Mikkelsen (Magnus)
- Malena Alterio (Vanessa)
- Ramón Barea (José Carlos Romerales)
- Nuria González (Senyora de Romerales)
- Thomas Bo Larsen (Dennis)
- Tina Sáinz (Donya Isabel)
- Germán Montaner (Senyor Anasagasti)
- Mariví Bilbao (Senyora d'Anasagasti)
- Ana Wagener (Dependenta)
- Jaime Blanch (Ginecòleg)
- Máximo Valverde (Máximo Valverde)
- Mariano Peña (Cambrer de l'Hotel)
- Carmen Machi (Clienta perruqueria)
- Bjarne Henriksen (Lauritz)
- Diego Paris (Nuvi)
- Ruth Lewin (Recentment casada)
- Esther Ferre (Prostituta)
- Raquel Cabanillas (bebè de Carmen Garcia)

## Comentaris
La pel·lícula rodada per Alfredo López es va estrenar amb el nom d' "Aventuras y desventuras de una viuda muy cachonda" (Die Abenteuer und Unglücke einer geilen Witwe). Va tenir molt d'èxit en països com Dinamarca.
Telespan 2000 ha venut els seus drets a la productora xinesa Shenzhen Golden Coast Films.

## Premis
XVIII Premis Goya
- Millor director novell: Pablo Berger (nominat)
- Millor guió original: Pablo Berger (nominat)
- Millor interpretació masculina protagonista: Javier Cámara (nominat)
- Millor interpretació masculina de repartiment: Juan Diego (nominat)

Fotogramas de Plata 2003
- Millor actor de cinema: Javier Cámara
- Millor actriu de cinema: Candela Peña

Festival de Màlaga
- Millor pel·lícula
- Més ben director: Pablo Berger
- Millor actor: Javier Cámara
- Millor actriu: Candela Peña

Festival de Cinema d'Espanya de Tolosa de Llenguadoc
- Millor pel·lícula
- Millor actor: Javier Cámara
- Millor actriu: Candela Peña
- Millor fotografia: Kiko de la Rica
- Millor guió: Pablo Berger